# Lastarriaea coriacea
Lastarriaea coriacea là một loài thực vật có hoa trong họ Rau răm. Loài này được (Goodman) Hoover mô tả khoa học đầu tiên năm 1966.